# Таксидермия (филм)
„Таксидермия“ (на унгарски: Taxidermia) е унгарско-австрийско-френски трагикомичен филм с елементи на хорър на режисьора Дьорд Палфи. Премиерата му е на 3 февруари 2006 година.
Сюжетът на филма е метафора на унгарската история през втората половина на XX век и разказва за три поколения унгарци – ординарец от времето на Втората световна война, състезател по ядене през Студената война и съвременен таксидермист. Главните роли се изпълняват от Гергей Трочани, Марк Бишоф, Габор Мате.